# Малі Дідушичі
Малі́ Дідушичі — село в Україні, у Стрийському районі Львівської області. Населення становить 862 особи. Орган місцевого самоврядування — Стрийська міська громада.

## Географія
Село на південний-схід від м. Стрий, за 2 км від межі з Івано-Франківщиною, на високому правому березі р. Лущава.

## Історія
У податковому реєстрі 1515 року в селі Дідушичі задокументовані 2 попи (отже, уже тоді було 2 церкви), млин і 13 ланів (близько 325 га) оброблюваної землі та ще 14 ланів тимчасово вільної. 
У 1701 році село згадується у скарзі єпископа Йосифа Шумлянського до гетьмана Яна Яблоновського і Львівського старости на борецького старосту Яна Даниловича, який під час Різдвяної літургії організував напад на сільську церкву та наказав завдати сто ударів палицею місцевому греко-католицькому священикові. Внаслідок повторного нападу, який вже очолював сам Данилович з метою знайти братів священика, був здійснений акт профанації Євхаристійних Дарів, порубані двері храму і вбито кілька людей, які тримаючись за вівтар просили про милосердя. Єпископ просить гетьмана Яблоновського про заступництво у справі справедливого розслідування і покарання винних.
Влітку 1809 року в селі ночував львівський Митрополит Антоній Ангелович разом із Генеральним вікарієм Михайлом Гарасевичем, котрі тікали від поляків, що зайняли Львів та оголосили нагороду за голову Митрополита, який залишився вірним австрійському урядові та не хотів присягати підтримуваній Наполеоном польській владі. Місцевий парох Микола Підгородецький, переодягнувся у селянський одяг і сам перевіз втікачів, котрі прямували у гори, до села Мізунь.

## Храм св. Йоакима та Анни

### Давня церква
Дерев'яна церква стоїть біля центру Малих Дідушич, на пологому схилі підвищення зі сторони вулиці, біля нового мурованого храму. Правдоподібно, стару церкву перенесли в село у XVIII ст. і перебудували у 1802.
Будівля невеликих розмірів (16,2 м х 9 м. — Роман Сулик.) тризрубна, безверха, орієнтована вівтарем на північний-схід. Оригінальні зруби з часом обросли численними прибудовами: вівтар видовжили невеликою прибудовою по осі, до північно-західної стіни додали ризницю; з цієї ж сторони до нави прибудували виступаючий бічний вхід з дверима, які помітно тільки зблизька; зі сторони мурованого храму бабинець зробили рівношироким наві, також з дверима, які нелегко побачити.
Одвірки і надпоріжник головного входу до святині рясно покриті написами, які інформують: «Храм цей святих праведників Якима і Анни створений року Божого 1802 дня 14 червня в селі Дідушичах Малих».
Церква має піддашшя. Стіни під ним вертикально шальовані дошками (раніше був чистий зруб), над піддашшям — вертикально шальовані дошками з лиштвами, виступаючі торцеві стіни нави покриті бляхою. Церква накрита двосхилими дахами, над навою дах вищий, увінчаний на гребені низькою восьмибічною вежею, накритою конусоподібним дахом.

### Дзвіниця
На південь від храму, біля дерев'яної огорожі, стоїть дерев'яна двоярусна дзвіниця з XIX ст., нижній ярус якої квадратний у плані, верхній — восьмибічний, з арочними голосниками (по два на стороні), накритий низьким верхом. Первісно вхід на церковне подвір'я здійснювався через двоє дверей дзвіниці. Оскільки вулиця знаходиться значно нижче рівня основи дзвіниці, то до неї мали вести круті сходи.

## Політика

### Парламентські вибори, 2019
На позачергових парламентських виборах 2019 року у селі функціонувала окрема виборча дільниця № 461447, розташована у приміщенні будинку культури.
Результати
- зареєстровано 577 виборців, явка 75,74%, найбільше голосів віддано за «Слугу народу» — 24,49%, за всеукраїнське об'єднання «Свобода» — 17,62%, за «Європейську Солідарність» — 14,87%.[5] В одномандатному окрузі найбільше голосів отримав Андрій Гергерт (Всеукраїнське об'єднання «Свобода») — 24,54%, за Андрія Кота (самовисування) — 24,08%, за Олега Канівця (Громадянська позиція) — 15,14%[6].

## Люди
В Малих Дідушичах народилися:
- Йосиф Шумлянський (1643—1708) — архієпископ львівський, галицький і кам'янець-подільський, видатний церковний діяч і просвітник.
- Нижанківський Остап Йосипович (24 січня 1862 — 22 травня 1919) — композитор, диригент, громадський діяч, автор дуже популярних й донині хорових творів («Гуляли», «З окрушків» на слова Ю. Федьковича, «В'язанка слов'янських гімнів» та сольних пісень на вірші Т. Шевченка — «Вітер в гаю нагинає», «Минули літа», «Наша дума, наша пісня», для голосу з фортепіано «Не видавай мене заміж», «І молилася я», «Пісня вечірня», «О не забудь», «В гаю зеленім»), сольних ансамблів на слова українських поетів, багатьох хорових творів, обробок народних пісень (зб. «Українсько-русинські народні пісні», 1907). Він був одним з молодших представників музичного руху в Галичині 80-х років XIX ст., організатором музичного життя в Галичині.
- Бобикевич Олекса Христофорович (20 серпня 1865 — 8 грудня 1902) — український письменник, діяч партії народовців.
- Павлів Петро Васильович (1931—1999) — професор, вчений-геодезист, Заслужений діяч науки і техніки України, Почесний геодезист України.
- Собків Роман Васильович (8.04.1989 – 12.03.2022 ) - Герой України, майор Національної Гвардії (спецпідрозділ «Омега»), учасник російсько-української війни. Загинув 12 березня 2022 року, захищаючи Київ.